# Greg Davis (homme politique)
Pour les articles homonymes, voir Greg Davis et Davis.
Greg Davis est un homme politique canadien. Il représente la circonscription de Campbellton—Restigouche-Centre à l'Assemblée législative du Nouveau-Brunswick de 2010 à 2014.

## Biographie
Né à Campbellton en 1962, Davis a poursuivi ses études secondaires bilingues au Sugarloaf Senior High School de sa ville natale. Il a obtenu son baccalauréat es arts à l'Université St. Thomas de Fredericton.
En plus de mener une carrière d'agent d'immeuble dans le secteur résidentiel et commercial, Davis a été actif dans le domaine bénévole. Il a en outre occupé le poste de vice-président du comité organisateur des Jeux du Canada qui se sont tenus dans le Restigouche et la Région Chaleur en 2003.
Jusqu'à son élection, il était le maire-adjoint de la ville de Campbellton, responsable du dossier des finances du développement commercial et du zonage.